# Scarabaeus carinatus
Scarabaeus carinatus är en skalbaggsart som beskrevs av Friedrich-August von Gebler 1841. Scarabaeus carinatus ingår i släktet Scarabaeus och familjen bladhorningar. Inga underarter finns listade i Catalogue of Life.